# Lijst van nummer 1-hits in de Vlaamse Ultratop 50 in 2007
De volgende hits stonden in 2007 op nummer 1 in de Vlaamse Ultratop 50.
| Nummer | Datum        | Artiest                  | Titel                            |
| ------ | ------------ | ------------------------ | -------------------------------- |
| 142    | 6 januari    | P!nk                     | Dear Mr. President               |
|        | 13 januari   | P!nk                     | Dear Mr. President               |
|        | 20 januari   | P!nk                     | Dear Mr. President               |
| 143    | 27 januari   | Thor!                    | Een tocht door het donker        |
| 142    | 3 februari   | P!nk                     | Dear Mr. President               |
| 144    | 10 februari  | Nelly Furtado            | All Good Things (Come to an End) |
|        | 17 februari  | Nelly Furtado            | All Good Things (Come to an End) |
|        | 24 februari  | Nelly Furtado            | All Good Things (Come to an End) |
| 145    | 3 maart      | Fixkes                   | Kvraagetaan                      |
|        | 10 maart     | Fixkes                   | Kvraagetaan                      |
|        | 17 maart     | Fixkes                   | Kvraagetaan                      |
|        | 24 maart     | Fixkes                   | Kvraagetaan                      |
|        | 31 maart     | Fixkes                   | Kvraagetaan                      |
|        | 7 april      | Fixkes                   | Kvraagetaan                      |
|        | 14 april     | Fixkes                   | Kvraagetaan                      |
|        | 21 april     | Fixkes                   | Kvraagetaan                      |
|        | 28 april     | Fixkes                   | Kvraagetaan                      |
|        | 5 mei        | Fixkes                   | Kvraagetaan                      |
|        | 12 mei       | Fixkes                   | Kvraagetaan                      |
|        | 19 mei       | Fixkes                   | Kvraagetaan                      |
|        | 26 mei       | Fixkes                   | Kvraagetaan                      |
|        | 2 juni       | Fixkes                   | Kvraagetaan                      |
|        | 9 juni       | Fixkes                   | Kvraagetaan                      |
| 146    | 16 juni      | Laura Lynn               | Dans je de hele nacht met mij    |
| 145    | 23 juni      | Fixkes                   | Kvraagetaan                      |
| 147    | 30 juni      | Rihanna & Jay-Z          | Umbrella                         |
|        | 7 juli       | Rihanna & Jay-Z          | Umbrella                         |
|        | 14 juli      | Rihanna & Jay-Z          | Umbrella                         |
| 148    | 21 juli      | Stan Van Samang          | Scars                            |
| 149    | 28 juli      | Mika                     | Relax, Take It Easy              |
|        | 4 augustus   | Mika                     | Relax, Take It Easy              |
| 148    | 11 augustus  | Stan Van Samang          | Scars                            |
|        | 18 augustus  | Stan Van Samang          | Scars                            |
|        | 25 augustus  | Stan Van Samang          | Scars                            |
|        | 1 september  | Stan Van Samang          | Scars                            |
| 150    | 8 september  | Mega Mindy               | Mega Mindy tijd                  |
|        | 15 september | Mega Mindy               | Mega Mindy tijd                  |
| 148    | 22 september | Stan Van Samang          | Scars                            |
| 150    | 29 september | Mega Mindy               | Mega Mindy tijd                  |
|        | 6 oktober    | Mega Mindy               | Mega Mindy tijd                  |
| 151    | 13 oktober   | Snow Patrol              | Shut Your Eyes                   |
|        | 20 oktober   | Snow Patrol              | Shut Your Eyes                   |
|        | 27 oktober   | Snow Patrol              | Shut Your Eyes                   |
| 152    | 3 november   | Jeroen van der Boom      | Jij bent zo                      |
|        | 10 november  | Jeroen van der Boom      | Jij bent zo                      |
| 153    | 17 november  | Laura Lynn & Frans Bauer | Kom dans met mij                 |
|        | 24 november  | Laura Lynn & Frans Bauer | Kom dans met mij                 |
|        | 1 december   | Laura Lynn & Frans Bauer | Kom dans met mij                 |
|        | 8 december   | Laura Lynn & Frans Bauer | Kom dans met mij                 |
| 154    | 15 december  | Rihanna                  | Don't Stop the Music             |
|        | 22 december  | Rihanna                  | Don't Stop the Music             |
|        | 29 december  | Rihanna                  | Don't Stop the Music             |